# Estación de Santo Amaro
La Estación Ferroviaria de Santo Amaro es una estación de la Línea de Cascaes de la red de convoyes suburbanos de Lisboa. Los convoyes semi-rápidos de esta línea no efectúan parada en esta estación. Posee un paso superior peatonal.